# Матеос, Роберто
Роберто Матеос (род. 28 апреля 1964 года в Мехико, Мексика) — мексиканский актер теленовелл. Он наиболее известен своими ролями в успешных теленовеллах, таких каналов, как Televisa, Venevision и Telemundo. Он живет в Мехико и Майами с женой и сыном.

## Фильмография
| Год     | Название                              | Роль             | Прим.              |
| ------- | ------------------------------------- | ---------------- | ------------------ |
| 1993    | Скала амаранта                        | Диего            | роль второго плана |
| 1997    | Скандал                               | Альфонсо         | роль второго плана |
| 1997    | К северу от сердца                    | Джоэль           | роль второго плана |
| 1998    | Королева сердец                       | Сантьяго         | отрицательная роль |
| 1999    | Нарисованное личико                   | Абдул            | отрицательная роль |
| 1999    | Прилив                                | Марсело          | отрицательная роль |
| 2000    | Есть любовь, которая убивает          |                  | роль второго плана |
| 2000    | Чудо                                  | Хосе             | отрицательная роль |
| 2001    | Любители пустыни                      | Алехандро        | роль второго плана |
| 2002    | Это стоит всего                       | Рубен            | роль второго плана |
| 2002    | Все с тобой                           | Федерико         | тв-фильм           |
| 2003    | Похититель сердец                     | Эстебан де Ллака | роль второго плана |
| 2005    | Люблю тебя так, крошка                | Франсиско        | роль второго плана |
| 2006    | Ни разу больше                        | Диего            | роль второго плана |
| 2006    | Решения                               | Аристидас        |                    |
| 2007    | Загнанная                             | Франсиско        | роль второго плана |
| 2008    | Купленная любовь                      | Артуро           | роль второго плана |
| 2008-09 | Без бюста нет рая                     | Хосе             | роль второго плана |
| 2008    | Донья Барбара                         | Лоренсо          | гостевая роль      |
| 2009    | Больше знает дьявол                   | Леон             | отрицательная роль |
| 2010    | Где Элиза?                            | Бруно            | отрицательная роль |
| 2011    | Наследники горы                       | Модесто          | роль второго плана |
| 2011    | Мое сердце настаивает на Лоле Вулкане | Тиберио          | отрицательная роль |
| 2012    | Лик мести                             | Федерико         | роль второго плана |
| 2013    | Мадам                                 | Алехандро        | роль второго плана |
| 2013-14 | Святой Дьявол                         | Патрисия         | отрицательная роль |
| 2016    | Трейлер Евы                           | Панчо            | роль второго плана |
| 2016    | Преследованные                        | Хернан           | роль второго плана |
| 2017    | Выживший Эскобар: псевдоним Джей Джей | Диксон           | роль второго плана |
| 2017    | Хорошие родители                      | Родольфо         | роль второго плана |
| 2018    | Буконы                                | Висенте          |                    |
| 2019    | Эль Дракон: Возвращение воина         | Эпигменио        |                    |